# Układ awaryjnego chłodzenia reaktora
Układ awaryjnego chłodzenia reaktora, UACR (ang. Emergency Core Cooling System, ECCS) – zespół urządzeń i mechanizmów zapewniających odprowadzenie ciepła powyłączeniowego z rdzenia reaktora jądrowego w przypadku uszkodzenia pierwotnego obiegu chłodzenia reaktora.

## Wykorzystanie
Utrata możliwości chłodzenia reaktora na skutek uszkodzenia pierwotnego obiegu chłodzenia i utraty wody chłodzącej jest uznawana w projektach reaktorów wodnych ciśnieniowych za, tzw. maksymalną awarię projektową – najgroźniejszą awarię rozpatrywaną na etapie projektowania bloku elektrowni jądrowej. Pęknięcie obiegu i całkowita utrata wody uniemożliwia odbierania ciepła z paliwa i wzrost jego temperatury, aż do momentu, gdy może dojść do stopienia rdzenia reaktora.
W przypadku rozerwania rurociągu obiegu pierwotnego wypływ wody może być bardzo gwałtowny. Zakłada się, że pompy pracują i tłoczą wodę, a spadek ciśnienia w rurociągu powoduje dodatkowe wypychanie wody przez powstającą parę wodą. Oznacza to, że rurociąg może zostać opróżniony w ciągu kilkunastu sekund. W tym okresie moc powyłączeniowa reaktora jest duża, rzędu 5% nominalnej mocy cieplnej (dla reaktora o mocy cieplnej 3000 MW byłoby to 150 MW).
Układ awaryjnego chłodzenia reaktora ma zapewnić zalanie rdzenia wodą i tym samym skuteczny odbiór ciepła z rdzenia, aż do momentu jego wychłodzenia, przynajmniej do poziomu zapewniającego, że rdzeń nie ulegnie uszkodzeniu z powodu przegrzania.
We współczesnych reaktorach wodnych ciśnieniowych UACR składa się z części biernej (BUACR) i aktywnej (AUACR).

## Bierny UACR

Schemat budowy biernego układu awaryjnego chłodzenia reaktora

Bierny układ awaryjnego chłodzenia reaktora stanowią zbiorniki z wodą pod ciśnieniem oddzielone od obiegu pierwotnego ciśnieniowymi zaworami zwrotnymi. Zawory pozostają zamknięte dopóki ciśnienie w obiegu pierwotnym jest wyższe niż w BUACR. Uszkodzenie obiegu pierwotnego spowoduje wypływ wody z niego, spadek ciśnienia i tym samym otworzenie się zaworów zwrotnych. Woda z akumulatorów BUACR dostaje się do reaktora za pomocą różnych rurociągów, w tym również rurociągami obiegu pierwotnego, co zapewnia, że nawet rozległe uszkodzenia budynku reaktora nie powinny przeszkodzić w dostaniu się awaryjnej wody chłodzącej do rdzenia reaktora.
BUACR nie posiada pomp, nie wymaga żadnego zasilania, i jest całkowicie samoczynny.

## Aktywny UACR

Schemat budowy aktywnego układu awaryjnego chłodzenia reaktora

Zbiorniki wody biernego UACR opróżniają się po około minucie od uruchomienia się systemu, tj. otwarcia zaworów zwrotnych. Dalsze chłodzenie reaktora zapewnia aktywna część układu awaryjnego chłodzenia. Składa się ona z trzech (w reaktorach EPR z czterech) niezależnych podukładów, z których każdy z osobna może zapewnić wystarczające chłodzenie rdzenia. Każdy z podukładów składa się z części wysokociśnieniowej (CWUACR, czynny wysokociśnieniowy układ awaryjnego chłodzenia reaktora)  i niskociśnieniowej (CNUACR, czynny niskoociśnieniowy układ awaryjnego chłodzenia reaktora).
Każda z podukładów posiada niezależne zewnętrzne zasilanie elektryczne i oddzielny generator z silnikiem Diesla. Zapewnia to, że uszkodzenie lub brak zasilania w jednym z podukładów nie unieruchomi pozostałych podukładów.

## Wymagania bezpieczeństwa
Układy awaryjnego chłodzenia reaktorów w elektrowniach jądrowych projektuje i buduje się tak, aby:
- w żadnym momencie awarii temperatura koszulki paliwowej nie przekroczyła 1200 °C. Ma to związek z procesem utleniania się cyrkonu w parze wodnej. Proces ten jest silnie egzotermiczny i silnie zależny od temperatury. W temperaturze 1200 °C zachodzi 100 razy szybciej niż w temperaturze 600 °C. Przekroczenie temperatury granicznej może skutkować tym, że reakcja utleniania się koszulki będzie dostarczać więcej energii niż ciepło powyłączeniowe reaktora, a intensywny dopływ wody zamiast chłodzić pręty paliwowe będzie podsycał utlenianie.
- maksymalna głębokość utlenienia koszulki paliwowej nie przekroczyła 17% jej grubości początkowej. Ma to zapewnić odporność mechaniczną koszulki na szok termiczny, gdy zostanie zalana wodą lub, aby można było nią bezpiecznie manipulować.
- wydzielona ilość wodoru, który powstaje w reakcjach koszulki paliwowej z parą wodną, nie przekroczyła 1% ilości maksymalnej, czyli gdyby całkowicie utleniły się wszystkie koszulki paliwowe. Ograniczenie to ma za zadanie zabezpieczyć obudowę bezpieczeństwa przed eksplozją mieszaniny wodoru i tlenu o skali przekraczającej wytrzymałość obudowy. UACR może nie spełniać tego wymagania jeśli osłona bezpieczeństwa jest wypełniona gazem obojętnym, zwykle azotem.
- zmian w geometrii rdzenia wywołane odkształcaniem się rozgrzanych elementów rdzenia nie mogły powodować długotrwałego zmniejszenia efektywności odbioru ciepła z niego
- zapewniać długotrwały odbiór ciepła z reaktora, określony przez okres półrozpadu długożyciowych produktów reakcji rozszczepienia
- działanie chociaż jednego podukładu UACR zapewniało ochronę reaktora przed stopieniem i przekroczeniem dopuszczalnych dawek promieniowania dla ludności

W reaktorze WWER-440 V213 szacuje się, że prawdopodobieństwo awarii UACR jest mniejsze od 0,002.